# Spoorlijn Schaffhausen - Rorschach
De spoorlijn Schaffhausen - Rorschach ook wel Seelinie genoemd is een Zwitserse spoorlijn tussen Schaffhausen en Rorschach aan de Bodensee.

## Geschiedenis
De Schweizerische Nordostbahn NOB bouwde het traject tussen Schaffhausen en Rorschach. Het traject tussen Romanshorn en Rorschach werd op 15 oktober 1869 geopend. Het traject tussen Romanshorn en Konstanz werd op 1 juli 1871 geopend.

## Treindiensten

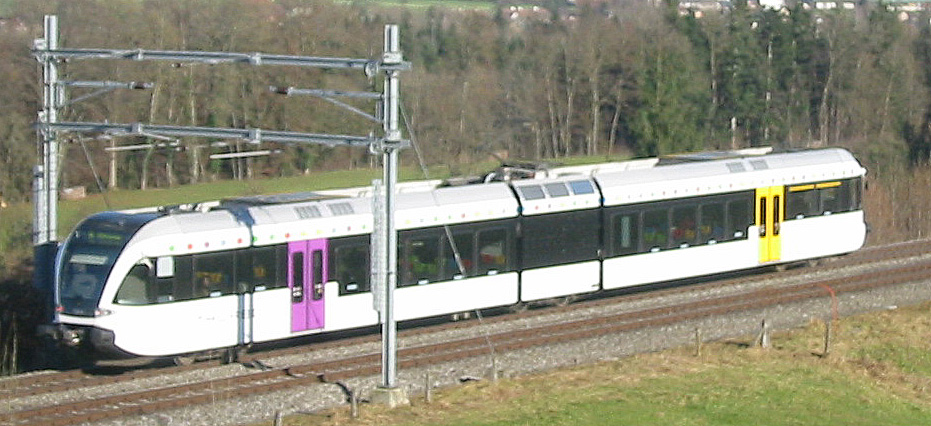
Stadler GTW van de Thurbo tussen Schwarzenbach en Algetshausen-Henau

De SBB heeft in 1996 de treindiensten op dit traject overgedaan aan de Mittelthurgaubahn. Na het faillissement werden in 2003 de treindiensten overgenomen door SBB dochteronderneming Thurbo.

### S-Bahn Zürich
De treindiensten van de S-Bahn Zürich worden uitgevoerd door THURBO.
- S 22: Bülach – Schaffhausen – Singen (Hohentwiel)

De treindiensten van de S-Bahn Zürich worden uitgevoerd door SBB.
- S 33: Winterthur – Andelfingen (ZH) – Schaffhausen

### S-Bahn Sankt Gallen
De treindiensten van de S-Bahn St. Gallen worden uitgevoerd door THURBO.
- S 7: Rorschach – Romanshorn – Weinfelden
- S 8: Schaffhausen – Kreuzlingen – Romanshorn – Rorschach

### Voralpen-Express
De "Voralpen-Express" is een treindienst tussen Noord-Oost Zwitserland en Centraal Zwitserland. Tegenwoordig is deze verbinding bekend als Express trein.

### Cisalpino
De Cisalpino verzorgt het internationale treinverkeer tussen Schaffhausen - Zürich - Chiasso - Milaan en verder. De treinen zijn in de dienstregeling aangeduid met de letters: CIS of EC.

## Aansluitingen
In de volgende plaatsen was of is er een aansluiting van de volgende spoorwegmaatschappijen:

### Schaffhausen
- Hochrheinbahn, spoorlijn tussen Basel Bad.Bf en Konstanz
- Schaffhausen - Bülach, spoorlijn tussen Schaffhausen en Bülach
- Rheinfallbahn, spoorlijn tussen Winterthur en Schaffhausen

### Etzwilen
- Winterthur - Etzwilen, spoorlijn tussen Winterthur en Etzwilen
- Etzwilen - Singen, spoorlijn tussen Etzwilen en Singen (Hohentwiel)

### Kreuzlingen
- Wil – Konstanz spoorlijn tussen Wil en Konstanz

### Konstanz
- Hochrheinbahn spoorlijn tussen Basel Bad.Bf en Konstanz
- Wil – Konstanz spoorlijn tussen Wil en Konstanz

### Romanshorn
- Romanshorn - Winterthur, spoorlijn tussen Romanshorn en Winterthur
- Romanshorn - St. Gallen, spoorlijn tussen Romanshorn en St. Gallen
- Er waren spoorweg veerponten op het traject tussen Romanshorn en Friedrichshafen †1976, op het traject tussen Romanshorn en Lindau †1939 en op het traject tussen Romanshorn en Bregenz †1915

### Rorschach
- Rheintalbahn, spoorlijn tussen Rorschach en Sargans
- Rorschach - Winterthur, spoorlijn tussen Rorschach en Winterthur
- Rorschach-Heiden-Bergbahn (RHB), spoorlijn tussen Rorschach haven en Heiden

## Elektrische tractie
Het traject werd geëlektrificeerd met een spanning van 15.000 volt 16 2/3 Hz wisselstroom.